# Marian Skowerski
Marian Skowerski (ur. 3 grudnia 1924 w Chmielniku, zm. 26 czerwca 2010 w Warszawie) – polski działacz partyjny i państwowy, inżynier chemik oraz dyplomata, dyrektor Instytutu Chemii Przemysłowej (1971–1973), podsekretarz stanu w Ministerstwie Przemysłu Chemicznego i Lekkiego (1982–1987).

## Życiorys
Syn Stefana i Marii lub Marianny. W okresie II wojny światowej działał w Armii Krajowej i był więźniem Gestapo w Kielcach. W 1951 ukończył inżynierię chemiczną na Politechnice Śląskiej, a w 1961 Wieczorowy Uniwersytet Marksizmu-Leninizmu. Od 1949 do 1950 uczył chemii i fizyki w Liceum Ogólnokształcącym w Rudzie Śląskiej, następnie główny technolog i główny mechanik w Kieleckiej Fabryce Kwasu Siarkowego (1951–1954), wicedyrektor ds. technicznych i dyrektor naczelny Toruńskich Zakładów Nawozów Fosforowych (1954–1964) oraz szef departamentów techniki i prac badawczych w Ministerstwie Przemysłu Chemicznego (1964–1971). Od marca 1971 do marca 1973 pozostawał pierwszym dyrektorem Instytutu Chemii Przemysłowej, po czym skierowano go do Ministerstwa Spraw Zagranicznych. W latach 1973–1977 I sekretarz ambasady PRL w Paryżu, następnie od 1978 dyrektor naczelnym Zjednoczenia Przemysłu Nieorganicznego „Nieorganika”.
W 1962 wstąpił do Polskiej Zjednoczonej Partii Robotniczej. Był m.in. członkiem plenum Komitetu Dzielnicowego PZPR Warszawa-Żoliborz, członkiem OOP PZPR przy ambasadzie w Paryżu i sekretarzem organizacyjnym POP PZPR Polskich Placówek we Francji. W 1981 został pełnomocnikiem ministra ds. przemysłu nieorganicznego. Od października 1982 do października 1987 był podsekretarzem stanu w Ministerstwie Przemysłu Chemicznego i Lekkiego. Ponadto w latach 1984–1987 przewodniczył Radzie Konsultacyjnej ds. Wyrobów Farmaceutycznych. W 1987 został radcą ds. handlowych w ambasadzie PRL w Brukseli.
Był żonaty z Anną. Został pochowany na starym cmentarzu na Służewie w Warszawie.

## Odznaczenia
W 1955 odznaczony Złotym Krzyżem Zasługi za zasługi w pracy zawodowej w dziedzinie chemii.